# Лэпворт, Чарльз
Чарльз Лэпворт (англ. Charles Lapworth; 20 сентября 1842, Фарингдон, Оксфордшир — 13 марта 1920, Бирмингем, Уорикшир) — английский геолог.

## Биография
Родившись в Фарингдоне в Беркшире (ныне Оксфордшир) и получив образование учителя, Лэпворт поселился в пограничном с Шотландией регионе, где изучал до сих пор малоизвестную ископаемую фауну этой местности. В 1869 году женился и остался жить в этом районе. После тщательного геологического картирования и новаторского использования свинцового анализа окаменелостей, Лэпворт показал, что изучаемая им серия пород, ранее считавшаяся плотной последовательностью силурийских пород, на самом деле была гораздо более тонкой последовательностью пород, многократно повторявшейся в результате складчатости и разломов.
Лэпворт был профессором в нескольких университетах и получил множество наград за свою работу. Самой известной его работой, вероятно, является изучение силурийских пластов с помощью ископаемых гидов, особенно некоторых видов граптолитов, и предложение (позднее официально принятое) отнести пласты между кембрием Северного Уэльса и силуром Южного Уэльса к новой геологической системе — ордовикской. Это предложение положило конец горячему спору о возрасте рассматриваемых пластов, который долгое время тлел между британскими геологами Адамом Седжвиком и Родериком Мэрчисоном.
Чарльз Лэпворт посвятил много времени геологическому картированию в районе Дурнесса в северо-западном нагорье Шотландии и первым сделал весьма спорное утверждение, что более древние породы накладываются там на более молодые, что вызвано сложной складчатостью или разломами. Позже туда были направлены британские геологи Бен Пич и Джон Хорн, и их исследования доказали правильность теории Лэпворта.

## Награды
Лэпворт получил множество наград за свою новаторскую работу и вклад в геологию. В 1891 году он получил высшую награду за свою работу — Королевскую медаль Лондонского Королевского общества, а в 1899 году Лондонское геологическое общество наградило его высшей наградой — Медалью Волластона за заслуги в геологическом исследовании Южных возвышенностей и Северо-Западного нагорья Шотландии. Он был членом (Fellow) Лондонского Королевского общества с 1888 года и почётным членом Эдинбургского королевского общества с 1916 года.
В его честь названа медаль Лэпворта Палеонтологической ассоциации. Кафедра геологии в Бирмингемском университете носит его имя. То же самое относится к Lapworth Cirque, горной котловине на Хребте Шеклтона горного массива Земли Котса в Антарктиде.

## Музей Лэпворта
Многочисленные труды о Чарльзе Лапуорте можно найти в специальных фондах Бирмингемского университета. Университет также содержит Музей Лэпворта, расположенный в здании Aston Webb в главном кампусе Эджбастона. Архив Лэпворта, размещенный в музее, содержит удивительно полную коллекцию его научных работ и лекций.